# Jimmy Shirley
James Arthur Shirley (Union (South Carolina), 31 mei 1913 - New York, 3 december 1989) was een Amerikaanse jazzgitarist. Hij wordt gezien als een van de pioniers van de elektrisch versterkte gitaar in de jazz. 

## Biografie
Shirley groeide op in Cleveland in Ohio, waar hij gitaarles kreeg van zijn vader. Hij begon zijn carrière in Cincinnati, bij J. Frank Terry en Hal Draper (1934–36). Van 1935 tot 1936 had hij een eigen groep, in 1937 ging hij naar New York. Shirley werd daar lid van het trio van Clarence Profit (1937–41), waarmee hij opnames maakte. Dat deed hij al eerder, met George Guesnon, in 1940. Aansluitend begeleidde hij Ella Fitzgerald (1942/43) en speelde hij onregelmatig met Herman Chittison (1944–54). In die tijd werkte hij met eigen bands en met Phil Moore. In 1945 maakte hij voor Blue Note zijn eerste plaat, (Jimmy’s Blues).
In de late jaren 40 richtte hij zich meer tot de rhythm-and-blues en nam hij op in de studio, met Wynonie Harris, Jimmy Rushing, Screamin’ Jay Hawkins en Little Willie John. Tevens begeleidde hij zangeressen als Rose Murphy en Barbara Lea. 
Shirley werkte in zijn loopbaan mee aan opnames van Artie Shaw (1941), Edmond Hall en Coleman Hawkins (1943), James P. Johnson, Sidney De Paris en Art Hodes (1944), Herman Chittison (1944/45), Leonard Feather (1945), Earl Bostic, Pete Brown, Sidney Catlett, John Hardee, Billie Holiday, Pete Johnson, Billy Kyle, Ram Ramirez (1946), Johnny Guarnieri (1975) en Stéphane Grappelli (1978).

## Discografie
- China Boy (Black & Blue 1975)